# 11월 소년
《11월 소년》(十一月 小年)은 대한민국의 동인 그룹 Team 아나고가 제작한 여성향 동인게임이다. 2010년 8월 발매가 되었으며 같은 해 12월, 미디어 믹스 드라마CD 평행선이 발매되었다. 그리고 2012년 2월에 시나리오집과 두 번째 드라마CD ~열정과 냉정 사이~ 가 발매되었다.

## 등장 인물
- 이푸름 cv.신용우
- 임정현 cv.김두희
- 한버들 cv.안용욱
- 정우신 cv.안용욱
- 송금영 cv.조규준
- 송태진 cv.강수진
- 서규연 cv.정재헌
- 민중기 cv.조규준
- 유솔이 cv.양정화
- 박예일 cv.전승화